# アミル・アリアックバリ
アミル・アリアックバリ（ペルシア語:  امير على‌اكبرى、ラテン表記:Amir Aliakbari、1987年12月11日 - ）は、イランの総合格闘家、元レスリング選手。テヘラン州シャフリヤール出身。AKAタイランド所属。レスリング世界選手権2009・2010優勝。

## 来歴

### レスリング
2009年、レスリング世界選手権のグレコローマン96kg級で3位となり、銅メダルを獲得。
2010年、レスリング世界選手権のグレコローマン96kg級で優勝を果たし、金メダルを獲得。
2012年、ロンドン五輪へグレコローマン120kg級の金メダル最有力候補として挑んだが、ドーピング疑惑により出場を断念した。
2013年、レスリング世界選手権で2度目の優勝を果たし、グレコローマン120kg級の金メダルを獲得するが、同年12月にFILAが、アナボリックステロイドの陽性反応が検出され2度目のドーピング違反があったとして、アリアックバリを永久追放処分とすると共に金メダルを剥奪した。

### 総合格闘技
2014年、総合格闘技転向を表明し、マイク・スウィックのコーチの下、AKAタイランドでトレーニングを始める。
2015年10月31日、総合格闘技デビュー。

### RIZIN
2016年9月25日、RIZIN初参戦となったRIZIN FIGHTING WORLD GRAND-PRIX 2016 無差別級トーナメント 開幕戦で行われた、無差別級トーナメントに出場し、1回戦でジョアン・アルメイダにTKO勝ち。
2016年12月29日のRIZIN FIGHTING WORLD GRAND-PRIX 2016 無差別級トーナメント 2nd ROUNDで行われた2回戦で元UFCヘビー級暫定王者のシェイン・カーウィンと対戦予定だったがカーウィンが欠場となったことでヒース・ヒーリングと対戦し、3-0の判定勝ち。
2016年12月31日のRIZIN FIGHTING WORLD GRAND-PRIX 2016 無差別級トーナメント FINAL ROUNDで行われた準決勝で、のちにのBellatorヘビー級暫定王者になるRIZINファイターのワレンティン・モルダフスキーと対戦し、3-0の判定勝ちを収めた。
同日、決勝でPRIDE無差別級GP2006王者のミルコ・クロコップと対戦するも、1RにパンチでKO負けを喫し準優勝となった。
2017年4月16日、RIZIN 2017 in YOKOHAMA -SAKURA-でジェロニモ・ドス・サントスと対戦し、1RにパウンドでTKO勝ち。
2017年7月30日、RIZIN FIGHTING WORLD GRAND-PRIX 2017 1st ROUND -夏の陣-でタイラー・キングと対戦し、1R KO勝ち。
2019年6月、アリアックバリが、契約していたACAに補償金を支払い契約を解除し、UFCと契約。ACAは慈善団体に受け取った補償金を寄付している。
2020年8月、UFCで試合を行わないまま契約破棄となりONE Championshipと契約。UFCと契約破棄となった理由は公表されなかったことからメディアで様々な憶測が出たが、アメリカ合衆国のイランに対する経済制裁によりUFCでのファイトマネーを母国イランへ送金するのが困難だったことが理由と本人の口から語られている。

#### ONE Championship
2021年3月5日、ONE Championship初参戦となったONE Championship: Fists Of Fury 2でカン・ジウォンにKO負け。
2022年12月3日、ONE 164で元ONEヘビー級王者のブランドン・ヴェラと対戦し、1RにパウンドでKO勝ち。
2024年3月1日、ONE 166で元ONEヘビー級王者のアルジャン・ブラーと対戦し、攻防の中で相手がイエローカードを3枚を受けたことで失格となり勝利した。これでONE4連勝となった。

## 戦績
| 総合格闘技 戦績 | 総合格闘技 戦績 | 総合格闘技 戦績 | 総合格闘技 戦績 | 総合格闘技 戦績 | 総合格闘技 戦績 | 総合格闘技 戦績 |
| --------------- | --------------- | --------------- | --------------- | --------------- | --------------- | --------------- |
| 18 試合         | (T)KO           | 一本            | 判定            | その他          | 引き分け        | 無効試合        |
| 14 勝           | 10              | 0               | 3               | 1               | 0               | 0               |
| 4 敗            | 3               | 1               | 0               | 0               | 0               | 0               |

| 勝敗 | 対戦相手                     | 試合結果                                     | 大会名                                                                                                | 開催年月日     |
| ×    | マーカス・アルメイダ         | 1R 3:15 リアネイキッドチョーク               | ONE 169: Malykhin vs. Reug Reug                                                                       | 2024年11月9日  |
| ○    | アルジャン・ブラー           | 3R 4:15 失格（イエローカード3枚提示）        | ONE 166: Qatar                                                                                        | 2024年3月1日   |
| ○    | ダスティン・ジョインソン     | 1R 1:48 TKO（グラウンドパンチ連打）          | ONE Fight Night 12: Superlek vs. Khalilov                                                             | 2023年7月14日  |
| ○    | ブランドン・ヴェラ           | 1R 3:37 TKO（グラウンドの肘打ち→パンチ連打） | ONE 164: Pacio VS. Brooks                                                                             | 2022年12月3日  |
| ○    | マウロ・チリリ               | 2R 4:02 TKO（グラウンドの肘打ち）            | ONE on Prime Video 1: Moraes vs. Johnson 2                                                            | 2022年8月27日  |
| ×    | アナトリー・マリキン         | 1R 2:57 KO（左フック）                       | ONE Championship: Revolution                                                                          | 2021年9月24日  |
| ×    | カン・ジウォン               | 1R 1:54 KO                                   | ONE Championship: Fists Of Fury 2                                                                     | 2021年3月5日   |
| ○    | シェルトン・グレイブス       | 1R 4:44 TKO（右ストレート→パウンド）         | ACA 93: Balaev vs. Zhamaldaev                                                                         | 2019年3月16日  |
| ○    | ダニエル・オミランチョク     | 5分3R終了 判定3-0                            | ACB 89: Abdulvakhabov vs. Bagov 3                                                                     | 2018年9月8日   |
| ○    | デニス・スモルダレフ         | 1R 2:25 TKO（パウンド）                      | ACB 83: Borisov vs. Kerimov                                                                           | 2018年3月24日  |
| ○    | タイラー・キング             | 1R 1:39 TKO（レフェリーストップ）            | RIZIN FIGHTING WORLD GRAND-PRIX 2017 1st ROUND -夏の陣-                                               | 2017年7月30日  |
| ○    | ジェロニモ・ドス・サントス   | 1R 3:34 TKO（パウンド）                      | RIZIN 2017 in YOKOHAMA -SAKURA-                                                                       | 2017年4月16日  |
| ×    | ミルコ・クロコップ           | 1R 2:02 KO（左フック→パウンド）              | RIZIN FIGHTING WORLD GRAND-PRIX 2016 無差別級トーナメント FINAL ROUND 【無差別級トーナメント 決勝】   | 2016年12月31日 |
| ○    | ワレンティン・モルダフスキー | 5分2R終了 判定2-1                            | RIZIN FIGHTING WORLD GRAND-PRIX 2016 無差別級トーナメント FINAL ROUND 【無差別級トーナメント 準決勝】 | 2016年12月31日 |
| ○    | ヒース・ヒーリング           | 5分2R終了 判定3-0                            | RIZIN FIGHTING WORLD GRAND-PRIX 2016 無差別級トーナメント 2nd ROUND 【無差別級トーナメント 2回戦】    | 2016年12月29日 |
| ○    | ジョアン・アルメイダ         | 1R 2:25 TKO（ドクターストップ）              | RIZIN FIGHTING WORLD GRAND-PRIX 2016 無差別級トーナメント 開幕戦 【無差別級トーナメント 1回戦】       | 2016年9月25日  |
| ○    | ラドゥ・スピンゲル           | 1R 1:02 TKO（パウンド）                      | REAL 3 【ヘビー級トーナメント 1回戦】                                                                 | 2015年12月5日  |
| ○    | イ・ヒュンチュル             | 1R 0:17 TKO（パンチ連打）                    | Full Metal Dojo 7: Full Metal Massacre                                                                | 2015年10月31日 |